# Європейська угода
Європейська угода (англ. Europe agreement) — особливий тип угод про об’єднання (асоціацію), які Європейський Союз уклав у 1990-х роках з десятьма країнами Центральної та Східної Європи, а саме: з  Болгарією,  Естонією,  Латвією, Литвою,  Польщею,  Румунією,  Словаччиною,  Словенією,  Угорщиною та  Чехією. Базуються на дотриманні прав людини, демократії, верховенстві права та ринковій економіці й мають на меті підготувати асоційовані країни до вступу в ЄС. 
Із країнами, котрі мають Європейські угоди, відбувається процедура скринінгу законодавства, коли весь обсяг законодавства країн-кандидатів, яке підлягає компетенції ЄС, послідовно перевіряється на відповідність вимогам ЄС, на що передбачається відповідна експертна і фінансова допомога.